# Fatti di Genova del 30 giugno 1960
I fatti di Genova del 30 giugno 1960 furono una serie di scontri seguiti al corteo indetto dalla Camera del Lavoro e appoggiato dall'opposizione di sinistra il 30 giugno 1960 per protestare contro la convocazione a Genova del sesto congresso del Movimento Sociale Italiano.

## Il governo Tambroni
Tra il febbraio e il marzo 1960 in Italia cadde il governo Segni II, a causa di tensioni interne alle forze politiche che lo sostenevano dovute alla possibile apertura ai socialisti. Ad Antonio Segni venne chiesto di provare a costituire un nuovo esecutivo, ma i suoi tentativi non ebbero successo.
Il 21 marzo l'esponente democristiano Fernando Tambroni, già ministro del Bilancio e (ad interim) del Tesoro nel precedente governo e noto per appartenere all'area di sinistra della DC, ebbe dal presidente della repubblica Gronchi l'incarico di formare il nuovo governo.
Il 4 aprile Tambroni ottenne la fiducia alla Camera per il suo governo (un monocolore democristiano, soprannominato dalla stampa "monocolore d'affari", il cui scopo principale sarebbe stato quello di elaborare le politiche finanziarie dello Stato), ma con una maggioranza di pochi voti di scarto (300 voti a favore su 593 presenti in aula).
La fiducia al governo fu quindi votata anche dai deputati missini. Questa circostanza causò le dimissioni dei ministri appartenenti alla sinistra della DC, Bo, Pastore e Sullo.
Quando fu chiaro che i voti missini erano stati determinanti per il governo, Tambroni fu fatto oggetto di feroci critiche e di accuse di filo-fascismo e, su richiesta del direttivo del partito (l'11 aprile), dovette dimettersi. Dopo nuovi tentativi, da parte di Amintore Fanfani di formare il governo con una maggioranza diversa, si arrivò al 21 aprile, quando il presidente Giovanni Gronchi decise di respingere le dimissioni di Tambroni. Il 29 aprile il politico democristiano ottenne la fiducia anche al Senato, nuovamente grazie all'appoggio esterno del MSI (128 voti favorevoli e 110 contrari). Nel frattempo montava l'opposizione contro il governo Tambroni, accusato da sinistra di aprire le porte ai neofascisti.
La decisione di Tambroni di dimettersi fu accolta negativamente dal MSI, che ne aveva appoggiato il governo: la conseguenza immediata fu il ritiro dell'appoggio dei missini in molte delle giunte locali a guida democristiana che si reggevano sui loro voti (oltre alla capitale vi erano altre 30 amministrazioni locali appoggiate dal MSI).
Anche il PCI, poco prima, aveva appoggiato assieme al MSI la giunta regionale siciliana, presieduta dall'esponente democristiano dissidente Silvio Milazzo (decisione che era stata difesa in parlamento da Togliatti). La portata dei due eventi era diversa, da un punto di vista nazionale: il milazzismo era considerato un fatto di rilievo regionale (pur con evidenti riflessi sull'intero quadro politico italiano), mentre col governo Tambroni i missini entravano direttamente nel gioco politico nazionale.

## Il sesto congresso del MSI
In questo frangente la decisione, presa dal Movimento Sociale Italiano il sabato 14 maggio 1960, di convocare il sesto congresso per il 2 luglio a Genova, città decorata di medaglia d'oro della Resistenza e da cui era partita l'insurrezione del 25 aprile, fu considerata come un'occasione per indebolire il governo Tambroni. Il precedente congresso missino si era svolto a Milano, città anch'essa decorata con la medaglia d'oro, senza nessuna protesta (a Milano i missini appoggiavano la giunta comunale fin dal 1956). Inizialmente la convocazione del congresso missino al teatro Margherita, in via XX Settembre, non suscitò alcun tipo di reazione in città.

## La situazione genovese
A Genova sia la situazione politica sia quella sociale erano molto tese, anche a causa della recente chiusura di diverse industrie, tra cui l'azienda meccanica Ansaldo-San Giorgio. Nonostante si fosse nel pieno di quello che è stato definito il "boom economico", le lotte sindacali contro le chiusure e le riduzioni di personale in generale si protraevano in città da circa un decennio.
Politicamente fino ad allora la città aveva visto la Democrazia Cristiana come partito di maggioranza relativa, seppur con una percentuale di voti inferiore alla media nazionale. Nelle elezioni del 1958, per la Camera dei deputati, a Genova la DC aveva ottenuto 169 648 voti (pari al 33,7%, contro il 42,4% nazionale), seguita dal Partito Comunista Italiano con 124 603 voti (24,7%, contro il 22,7% nazionale) e dal Partito Socialista Italiano con 104 956 voti (20,8%, contro il 14,2% nazionale); in quella tornata elettorale il Movimento Sociale Italiano era risultato il quinto partito cittadino, con 24 695 voti (4,9%, a livello nazionale era il quarto partito, con il 4,8% dei voti). Queste elezioni furono le uniche il cui l'MSI ebbe un risultato percentuale a Genova migliore della media nazionale.
Nelle elezioni comunali del 1960 venne eletto per la terza volta il democristiano Vittorio Pertusio. Tra i partiti che avevano ottenuto dei seggi in consiglio comunale, la DC aveva ottenuto 166 452 voti (33,3% e 27 seggi), il PCI 130 987 voti (26,2%, 22 seggi), il PSI 105 713 voti (21,1%, 17 seggi), il PSDI 38 632 voti (7,7%, 6 seggi), il MSI 24 037 voti (4,8%, 4 seggi), il PLI 19 519 voti (3,9%, 3 seggi) e il PRI 6 577 voti (1,3%, con 1 solo seggio).
Il 25 maggio 1960 la giunta guidata da Pertusio si dimise, a causa dell'impossibilità di raggiungere una maggioranza per l'approvazione dei bilanci, per via del voto contrario del MSI. A Pertusio subentrerà il 1º giugno il commissario straordinario Nicio Giuliani, che rimarrà in carica fino all'8 febbraio 1961.
Dalle successive elezioni politiche del 1963 il PCI diverrà partito di maggioranza in città, con un forte aumento dei propri votanti (passato in città dal 24,7% del 1958 al 30,8% del 1963, su scala nazionale dal 22,7% al 25,3%), e un vero e proprio crollo dei voti cittadini per la DC (passata in città dal 33,7% al 25,8%, su scala nazionale dal 42,4,7% al 38,3%). La posizione di primo partito cittadino verrà confermata nelle successive elezioni comunali del 1964 (dove il PCI otterrà il 31,7% dei voti e 26 seggi, contro il 27,4% e 22 seggi della DC, ma che vedranno nuovamente eletto il democristiano Pertusio alla carica di sindaco), e in generale in tutte le consultazioni successive.

## La reazione della sinistra, dei movimenti e delle associazioni genovesi

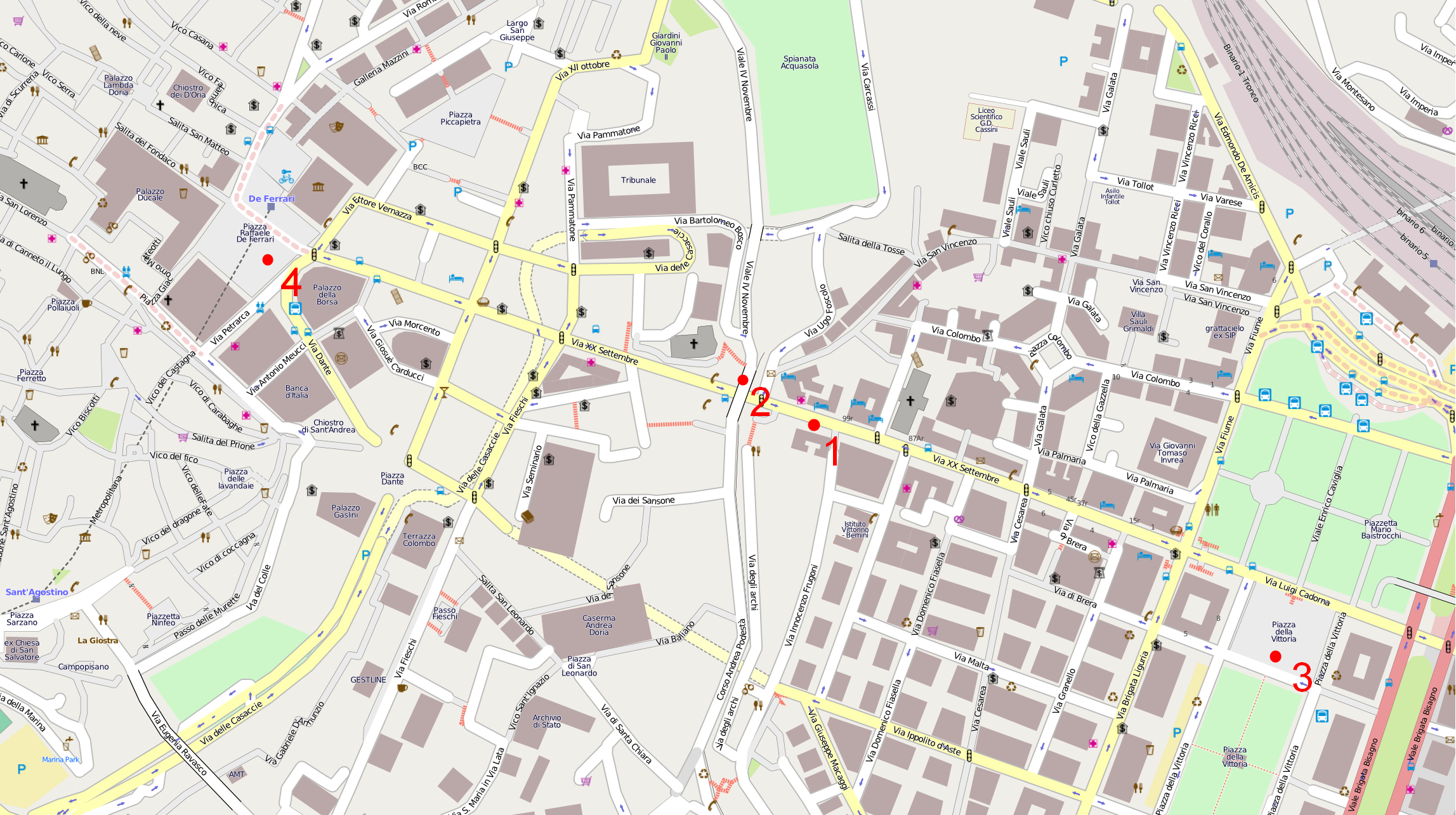
Zona centrale di Genova, dove si sono svolti gli scontri del giugno 1960. La mappa, proveniente da OpenStreetMap, rappresenta la città odierna: al tempo alcuni edifici non esistevano e la viabilità era diversa in alcune zone.
1: Teatro Margherita 2: Sacrario dei Caduti 3: Piazza della Vittoria 4: Piazza de Ferrari.
Come termine di paragone per le distanze si consideri che via XX Settembre, tra l'incrocio con via Fiume e quello con via Ettore Vernazza, ha una lunghezza di poco superiore agli 800 metri.

Il 2 giugno il senatore comunista Umberto Terracini (che era stato presidente dell'Assemblea costituente), durante un discorso tenuto a Pannesi, nel comune di Lumarzo (un comune della Val Fontanabuona, in provincia di Genova), nella ricorrenza della Festa della Repubblica, invitò le forze che si rifacevano ai valori della Resistenza a organizzare una riunione contro il congresso del MSI, ritenuto una provocazione contro Genova.
Il 5 giugno l'Unità, nella sua edizione genovese, pubblicò una lettera-appello scritta da un operaio, in cui si chiedeva che la città prendesse posizione contro l'annunciato congresso del MSI.
Il giorno successivo, il 6 giugno, su iniziativa della federazione del PSI, i rappresentanti locali dei partiti comunista, radicale, socialdemocratico, socialista e repubblicano, dopo essersi riuniti per decidere una posizione comune sul congresso, stamparono un manifesto in cui, denunciando il congresso missino come "una grave provocazione", lo additavano al "disprezzo del popolo genovese nei confronti degli eredi del fascismo".
Il 13 giugno alla richiesta di non fare svolgere il congresso si aggiunse in maniera ufficiale la Camera del lavoro. Due giorni dopo, il 15 giugno, una manifestazione indetta con lo scopo di protestare contro il suo svolgimento vide la partecipazione stimata di 20 000 persone e si registrarono i primi scontri (poi sedati dai carabinieri), nella zona di via San Lorenzo (strada adiacente all'omonima cattedrale), tra un gruppo di manifestanti e alcuni neofascisti.
Il 24 giugno un comizio di protesta contro il congresso, indetto dalla Camera del lavoro, che si doveva svolgere nella zona del porto, fu vietato dalla Questura, con la motivazione che l'autorizzazione non era stata chiesta coi tre giorni di anticipo previsti dalla legge.
Il 25 giugno, durante un nuovo corteo di protesta organizzato dalle federazioni giovanili del PCI, del PSI, del PSDI, del PRI e dei radicali, a cui aderirono anche i portuali, vi furono nuovi scontri, questa volta in via XX Settembre, tra manifestanti e polizia. Nel corso di quel corteo si decise d'indire per il 2 luglio un comizio, nel quale sarebbe intervenuto Ferruccio Parri.
Il 27 giugno 1960 al presidente del consiglio Tambroni fu consegnato, da parte dei dirigenti del MSI, un rapporto, in cui si diceva che il deputato missino ligure Giuseppe Gonella aveva raccolto informazioni che portavano a ritenere il prossimo congresso a rischio di disordini. Secondo questa nota, in parte a causa delle condizioni precarie di povertà e disoccupazione in cui vivevano i lavoratori del porto, in cerca di uno sfogo per il malcontento accumulato, in parte per la configurazione stessa del centro storico, che poteva favorire eventuali scontri, la situazione sarebbe potuta degenerare. Nella nota il MSI informava Tambroni che era stato ipotizzato dal segretario Michelini di chiedere al governo la proibizione del congresso per motivi d'ordine pubblico, in modo da evitare il pericolo, senza però che si sapesse che la decisione era stata richiesta dagli stessi missini; ma la proposta era stata fermamente respinta dagli altri dirigenti del partito. In conclusione, il MSI rendeva noto d'aver deciso di celebrare il congresso, ma anche di far giungere a Genova "almeno un centinaio di attivisti romani, scelti tra i più pronti a menar le mani": decisione quest'ultima che venne resa pubblica tramite la stampa, e sottoposta a critiche nei giorni successivi agli scontri.
A rendere ancora più incandescente la situazione intervenne la notizia, riportata dal quotidiano Il Giorno, della partecipazione ai lavori del congresso di Carlo Emanuele Basile, sottosegretario all'Esercito e prefetto della città ai tempi della Repubblica Sociale Italiana. Basile era conosciuto a Genova per gli "editti" del marzo 1944 contro lo sciopero bianco e le proteste indette dagli operai, a cui succedette nel mese di giugno la deportazione di alcune centinaia di lavoratori nei campi di lavoro della Germania nazista.. Per le sue azioni durante la guerra Basile venne prima assolto, poi condannato a morte, per poi essere nuovamente assolto dopo ulteriori ricorsi, grazie anche a una serie di amnistie e condoni, continuando nel dopoguerra la sua attività politica all'interno del MSI.
Secondo Donato Antoniello e Luciano Vasapollo, in Eppure il vento soffia ancora (2006), la presenza di Carlo Emanuele Basile invece sarebbe stata annunciata dai dirigenti del MSI insieme con quella di Junio Valerio Borghese. I due saggisti citano come riferimento il libro di Nicola Tranfaglia Le Piazze. L'ipotesi relativa alla possibile presenza di Borghese è saltuariamente ricordata dalla pubblicistica che tratta di questi avvenimenti (anche solo per smentirla).
È stato ipotizzato che la presenza di Basile fosse un errore dovuto a un caso di omonimia, e che a essere ospite al congresso sarebbe stato Michele Basile, avvocato di Vibo Valentia e futuro senatore del MSI nella IV Legislatura.
Il 28 giugno venne indetta una manifestazione di protesta, nel corso della quale Sandro Pertini, affermando la sua opposizione al congresso, disse:
A questa manifestazione parteciparono circa 30 000 persone.
Il 29 giugno la Camera del Lavoro cittadina indisse uno sciopero generale nella provincia genovese per la giornata del 30, dalle 14 alle 20, a cui si sarebbe aggiunto un lungo corteo per le strade della città, mentre il presidente dell'ANPI invitò tutti gli iscritti a partecipare alla manifestazione del 30.
Ad aumentare la tensione si aggiunsero alcune decisioni prese dalle forze dell'ordine, che vennero percepite come ulteriori provocazioni: la visita del comandante generale dell'Arma dei Carabinieri per un'ispezione della città, la sostituzione del questore Alfredo Ingrassia (che aveva chiesto il pensionamento) con Giuseppe Lutri, noto per la sua attività anti-resistenziale a Torino durante la dittatura fascista, e l'arrivo della Celere di Padova, specializzata in tattiche di anti-guerriglia urbana.
Oltre ai partiti e ai sindacati durante il mese di giugno anche l'Università (soprattutto l'Istituto di Fisica diretto da Ettore Pancini) si attivò con un appello, firmato da intellettuali di vario orientamento politico, contro lo svolgimento del congresso, e numerosi studenti e ricercatori parteciparono alle varie manifestazioni.

## La manifestazione del 30 giugno e gli scontri
Sia l'accesso alla zona di Portoria, sia alcuni cantieri del nascente centro dirigenziale di Piccapietra, vennero bloccati e presidiati dalle forze dell'ordine, mentre venne chiuso per lavori (fittizi) il vicino parco dell'Acquasola.
Tra i sindacati la UIL si oppose alla manifestazione prevista, mentre la CISL lasciò ai propri iscritti libertà di scelta sulla partecipazione o meno.
Il 30 la manifestazione, seppur in un'atmosfera tesa, si svolse inizialmente senza particolari problemi: partendo dal primo pomeriggio da piazza dell'Annunziata, i manifestanti proseguirono per via Cairoli, via Garibaldi, via XXV Aprile, piazza De Ferrari, via XX Settembre (dove furono deposti fiori davanti al sacrario dei caduti, situato sotto al ponte Monumentale), per poi terminare in piazza della Vittoria, con un comizio dal segretario della Camera del Lavoro. Nelle foto della manifestazione si vedono sia politici sia comandanti partigiani che sfilano preceduti dai Gonfaloni della città.
Al termine della manifestazione parte dei manifestanti risalirono verso piazza De Ferrari, fermandosi lungo la strada sia davanti al teatro Margherita (controllato da gruppi di Carabinieri, che verranno fischiati) sia davanti al Sacrario dei Caduti, dove furono cantati degli inni della Resistenza. I manifestanti giunsero così in piazza de Ferrari, dove molti si fermarono nei dintorni della fontana centrale ove erano presenti alcuni mezzi motorizzati della polizia, oltre ad agenti a piedi, e la situazione cominciò a peggiorare. Ai canti partigiani e slogan dei manifestanti contro le forze dell'ordine, quest'ultime provarono a disperdere la folla con un idrante, per poi passare a cariche intorno alla fontana.
A questo punto lo scontro divenne aperto: le camionette e le jeep della celere effettuarono cariche sia nella piazza, sia nelle vie limitrofe, sia sotto i porticati della parte alta di via XX Settembre. I manifestanti, che continuavano a fluire nella zona, nel frattempo si procurarono attrezzi da lavoro, spranghe di ferro e alcuni pali di legno dai vicini cantieri edili, con cui colpire le camionette che si fermarono e gli agenti a terra, mentre le forze dell'ordine cominciarono a impiegare, oltre che i lacrimogeni, anche alcune armi da fuoco (tuttavia solo una persona risulterà ricoverata per ferite da arma da fuoco). Alcune delle camionette della celere furono incendiate (segni in parte ancora visibili sui mosaici del pavimento del porticato). Parte degli esponenti delle forze dell'ordine, tra cui il comandante della celere finito nella vasca della fontana, rimasti isolati e soggetti a violenze, vennero portati fuori dagli scontri da alcuni dei manifestanti.
Nella descrizione di un giornalista del Corriere della Sera gli scontri furono così raccontati:
Gli scontri si spostarono anche nei vicini "caruggi", gli stretti vicoli tipici del centro storico genovese, dove la popolazione residente "bombardò" con vasi e pietre lasciati cadere dalle finestre gli esponenti delle forze dell'ordine che inseguivano i manifestanti. Gli scontri proseguirono e gli organizzatori della manifestazione temettero che, per porvi fine, venisse ordinato alle forze dell'ordine di aprire il fuoco sulla folla, azione che avrebbe causato numerosi morti. Il presidente dell'ANPI, Giorgio Gimelli, si accordò quindi con alcuni ex-partigiani, tra cui un funzionario di polizia, per impegnare gli aderenti all'associazione per fermare gli scontri, ricevendo in cambio l'assicurazione che le forze dell'ordine si sarebbero ritirate senza effettuare nessun arresto. Al termine degli scontri si registrarono 162 feriti tra gli agenti e circa 40 feriti tra i manifestanti.
Manifestazioni e scioperi di protesta contro il governo Tambroni si svolsero nello stesso giorno anche a Roma, Torino, Milano, Livorno e Ferrara.

## I giorni successivi e l'annullamento del congresso
Il 1º luglio si registrarono diversi scontri tra forze dell'ordine e manifestanti in diverse parti d'Italia, tra cui Torino (manifestazione organizzata dal PCI, svoltasi in piazza Solferino) e San Ferdinando di Puglia (assemblea indetta dalla locale Camera del Lavoro). In un suo discorso alla Camera dei Deputati relativo agli scontri del giorno precedente, Sandro Pertini accuserà la Polizia ("a provocare gli incidenti non sono stati i carabinieri, non le guardie di finanza: è stata la polizia"), aggiungendo che questa avesse mantenuto un comportamento fazioso anche nelle manifestazioni dei giorni precedenti al 30 giugno.
Per il 2 luglio, il primo giorno del congresso dell'MSI, la Camera del Lavoro di Genova indisse uno sciopero generale. Il prefetto Luigi Pianese convocò i responsabili della manifestazione e dell'MSI, proponendo un compromesso: il congresso del partito si sarebbe tenuto, ma al teatro Ambra di Nervi (come il Teatro Margherita di proprietà della SARP di Fausto Gadolla, imprenditore genovese e al tempo da poco ex presidente del Genoa), mentre l'ANPI e le altre forze della sinistra avrebbero effettuato una manifestazione altrove. I missini rifiutarono l'accordo, sostenendo che avrebbero accettato il trasferimento solo se ai manifestanti fosse stato vietato di sfilare per il centro della città. La tensione in città cominciò a salire di nuovo. Il prefetto fece arrivare in città diversi reparti delle forze dell'ordine e dell'esercito, schierandoli in zone in cui potessero in qualche modo impedire l'afflusso dei manifestanti provenienti dai quartieri industriali verso il centro della città.
Il questore tuttavia giudicò che il teatro Margherita fosse troppo vicino al sacrario dei caduti (50 metri circa), e che quindi l'unico modo per evitare nuovi scontri fosse lo spostamento della sede del congresso. Il giorno seguente la stessa SARP negò la disponibilità del teatro Margherita, dicendosi disponibile a ospitare l'incontro presso il teatro Ambra,
Il direttivo del Movimento Sociale Italiano, guidato da Arturo Michelini, respinse la proposta e decise di annullare il congresso nazionale, denunciando: "le gravissime responsabilità che da un lato i sovversivi e dall'altro il governo si sono assunti nel rendere praticamente irrealizzabile un congresso di partito e nel tollerare una sfrontata violazione del codice penale vigente". La Camera del Lavoro e i sindacati annullarono lo sciopero previsto per il 2 luglio, mentre il giorno 3 si svolse una manifestazione con la partecipazione di politici ed esponenti dell'antifascismo, tra cui Luigi Longo, Umberto Terracini, Pietro Secchia, Franco Antonicelli e Domenico Riccardo Peretti Griva, durante la quale si portò all'attenzione pubblica il fatto che i manifestanti arrestati agirono per legittima difesa.

## Gli scontri manifestanti-polizia nel Paese
Nel periodo seguente si ebbero diversi scontri in diverse parti d'Italia, spesso nati da manifestazioni di protesta dei lavoratori o da commemorazioni di avvenimenti della lotta antifascista. Al contrario di Genova, in queste occasioni si registrò un uso frequente delle armi da fuoco da parte delle forze dell'ordine, con diversi morti e numerosi feriti tra i manifestanti.
Il 5 luglio a Licata gli scontri a seguito di una manifestazione di protesta del sindacato e del relativo blocco della stazione ferroviaria ci fu un morto e 24 feriti. A Milano venne distrutta la sede del Partito Radicale, a Roma alcuni ordigni esplosivi vennero gettati contro una sede locale del PCI, mentre a Ravenna, durante le ore notturne, un gruppo di neofascisti incendiò l'abitazione di Arrigo Boldrini, presidente nazionale dell'ANPI.
Il 6 luglio a Roma, presso la Porta San Paolo, fu indetta una nuova manifestazione contro il governo, che prevedeva la deposizione di alcune corone di fiori presso la lapide in ricordo degli scontri del settembre 1943. La manifestazione, vietata all'ultimo momento, venne ugualmente organizzata (con la partecipazione di una cinquantina di parlamentari provenienti dal PCI, PSI e PRI) e i reparti a cavallo della polizia e dei carabinieri caricarono violentemente i manifestanti con il tentativo di disperderli. Lo scontro che seguì portò a incidenti con la polizia nel corso dei quali venne ferito l'agente Antonio Sarappa, che morì circa due mesi dopo. Dopo gli scontri si registrarono numerosi fermi e arresti nel quartiere Testaccio: la rivista L'Espresso, nel successivo numero del 17 luglio, a questo proposito scrisse "Per molte ore, in quelle zone, chiunque non aveva la cravatta veniva fermato interrogato, spesso bastonato".
Il 7 luglio una manifestazione sindacale a Reggio Emilia, con 20 000 partecipanti (contro i soli 600 posti della Sala Verdi concessa dalla questura per la manifestazione), finì in tragedia quando la polizia e i carabinieri spararono sulla folla in rivolta, provocando 5 morti. In totale le forze dell'ordine esplosero 500 colpi durante gli scontri.
L'indomani avvennero nuovi scontri a Palermo (due morti e 36 feriti da arma da fuoco, altre fonti riportano 4 morti, e circa 300 fermati) e Catania (un morto, Salvatore Novembre). Sempre l'8 luglio a Firenze, una manifestazione di protesta relativa ai recenti avvenimenti di Reggio Emilia venne caricata dalla polizia.

## La caduta del governo Tambroni
Sempre l'8 luglio il democristiano Cesare Merzagora, presidente del Senato, propose una "tregua" di due settimane, chiedendo la sospensione di tutte le manifestazioni di protesta indette dai partiti di sinistra, dall'ANPI e dai sindacati, e il contemporaneo ritiro nelle caserme delle forze di polizia. La proposta venne accettata dal PCI, PSI, PSDI, PRI e dal Partito radicale, con riserva dalla DC, e vide l'opposizione dei partiti di destra.
Cominciò a circolare l'ipotesi (sposata per esempio dal The New York Times in un articolo sugli scontri dell'11 luglio intitolato Violence in Italy) che le manifestazioni che stavano avvenendo in tutta Italia e le relative violenze fossero organizzate dal PCI, facendo riferimento a un recente (dal 21 giugno al 4 luglio) viaggio di Togliatti a Mosca.
I missini in parlamento votarono conseguentemente contro la legge di bilancio presentata dal governo.
Il 13 luglio la direzione della DC emise un documento in cui dichiarava esaurito il compito del governo, dicendosi pronta e favorevole a cercare la creazione di un nuovo esecutivo. Il giorno seguente Tambroni, nel riferire alla Camera dei deputati, riprese la tesi delle violenze organizzate dal PCI, e il collegamento di queste con il viaggio a Mosca di Togliatti. Durante il consiglio dei ministri negò l'ipotesi di dimissioni, evidenziando che queste avrebbero potuto sembrare un "cedimento alla piazza", mettendo al corrente i ministri che gli scontri avrebbero destato preoccupazioni anche all'estero, compresi gli Stati Uniti.
Il 18 luglio la rivista Il Mulino pubblicò un appello, sottoscritto da 61 intellettuali cattolici, in cui si affermava la necessità di rifiutare le politiche autoritarie e le alleanze con le forze politiche neofasciste, anche quando queste servirebbero a difendere i "valori cristiani contro il marxismo".
A seguito delle proteste e dello sfaldarsi della propria maggioranza il Governo Tambroni si dimise il 19 luglio. A guidare il nuovo governo fu chiamato Amintore Fanfani con un monocolore DC che aveva l’appoggio esterno del PSDI, PLI, PRI e l’astensione del PSI e dei monarchici.

## Il processo e le condanne per i fatti di Genova
Nel processo che seguì gli scontri vennero imputati 43 manifestanti, di cui 7 già agli arresti. La Corte di cassazione decise lo spostamento del processo a Roma. Gli imputati, difesi dal senatore Terracini, e supportati durante la durata del processo con raccolte di fondi dall'ANPI, verranno quasi tutti condannati nel luglio 1962: ci furono 41 condanne, per pene massime di 4 anni e 5 mesi. In un caso, quello di Giuseppe Moglia, la condanna sarà di un solo mese e mezzo, nonostante l'imputato fosse stato trattenuto in carcere da ben due anni.
Il processo riguardò i soli manifestanti, nessun processo venne mai fatto per valutare l'operato e le responsabilità degli appartenenti alle forze dell'ordine che parteciparono a quegli scontri.